# Албумин
Албумин је најзаступљенији протеин крвне плазме, чини око 40-60% протеина крвне плазме. Албумин се ствара у јетри и његов полуживот је 15-20 дана. Има улогу у транспорту разних материја путем крвне плазме. Неконјуговани билирубин, разни хормони као нпр. тироксин, тиронин, полни хормони, масне киселине, јони (нпр. калцијум) разни лекови (сулфонамиди, салицилати...) итд. транспортују се путем албумина. Врло важна улога албумина је и у одржавању осмотског притиска крвне плазме. Смањењем његове концентрације услед губитка (нпр. код нефротског синдрома, код опекотина) или смањеном продукцијом (нпр. услед инсуфицијенције јетре) могу се јавити генерализовани отоци (најизраженији је анасарка) усед отицања течности ван крвних судова. Његовом разградњом ослобађају се аминокиселине, које се могу користити у разним метаболичким процесима ћелија. 

## Грађа и особине
Албумин је глобуларни протеин, који се непрестано ствара у јетри, јер се непрестано и разграђује. Полуживот овог протеина је 15-20 дана.
Молекулска маса албумина је око 66.000 далтона, а изоелектрична тачка између  4 и 5.8. При pH вредности од 7.4 (што је и pH вредности венске крви) албумин се налази у виду анјона, са више од 200 негативних набоја по молекулу. Управо због овог великог броја дисоцијабилних група у молекулу, као и велике концентрације албумина у крви албумин има велики капацитет за везивање других лиганада (нарочито позитивних јона као нпр. калцијум, 40% јона калцијума у крви се налази везано за албумин). Међутим албумин везује и неполарне молекуле као што су масне киселине, неконјуговани билирубин, хормоне: тироксин, тиронин, кортизол, алдостерон, затим лекове итд. и транспортује их путем крви. 
Албумин је прост протеин (не садржи друге групе нпр. угљене хидрате, метале). Највећим делом налази се у крвној плазми (око 40-60 g/l), док се у осталим ектрацелуларним течностима налази мања количина албумина (око 20-40 g/l). У процесу бубрежне филтрације само се један мали део албумина филтрира (пролази кроз бубрежне гломеруле), али се у бубрежним тубулима реапсорбује путем пиноцитозе.
Наиме мембрана гломерула је такође негативно наелектрисана као и албумин, тако да га одбија.

## Улога
Албумин игра важну улогу у мноштву процеса:
- Врло важна је његова улога у одржавању осмотског притиска крвне плазме (онкотски притисак, видети такође и осмоза). Због своје величине не пролази кроз већину капиларних пора, тако да остаје у плазми и ”држи” молекуле воде. Сваки губитак албумина односно његово смањено стварање доводи и до губитка воде у екстравазалну средину, тако да се јављају едеми (отоци). Едеми су најизраженији код нефротског синдрома, када се преко бубрега губе велике количине албумина и других протеина. Као последица се јављају едеми руку, ногу, очних капака, асцитес (нагомилавање течности у трбушној марамици-перитонеум), генерализовани едеми-анасарка. Такође и код других болести нпр. дијабетес, гломерулонефритиса итд. може доћи до појачаног излучивања албумина урином. Код опекотина долази до повећане пропустљивости крвних судова и изласка албумина у екстравазалну средину, такође се и део албумина разграђује што је праћено и изласком воде и настанком отока. Услед оштећења и инсуфицијенције јетре (нпр. цироза јетре) као главног места производње албумина, смањује се његова концентрација у крви.
- Албумин транспортује разне хормоне.
- Транпортује такође и масне киселине (тзв. слободне масне киселине) путем крви.
- Некољуговани билирубин се транспортује везан за албумин. Слободни неконјуговани билирубин је токсичан за нервни систем новорођенчета, и може изазвати болест керниктерус. При засићењу свих везивних места за албумин везује се за гликопротеине крвне плазме, али не тако чврсто као за албумин, тако да се може и слободити, што може довести до поменутог обољења.
- Многи лекови се транспортују везани за албумин.
- Албумин учествује и у одржавању сталне  вредности крви тј. функционише као пуфер крви.

## Поремећаји
Хипералбуминемија означава повећану концентрацију албумина у крви. Јавља се код дехидратације.
Хипоалбуминемија означава смањену концентрацију албумина у крви. 
Хипоалбуминемија се јавља код:
- смањеног стварања албумина-услед обољења јетре или смањеног уноса протеина,
- повећане разградње албумина (повећан катаболизам) нпр. код запаљења,
- смањене апсорпције аминокиселина у цревима,
- повећања губитка путем мокраће (нефротски синдром, дијабетес, гломерулонефритис, системски лупус итд.), коже (код опекотина), фецесом (тумори, запаљења итд.),
- поремећаја у распореду (дистрибуцији) албумина између екстра и интраваскуларне течности.
- Генетички поремећаји нпр. аналбуминемија су јако ретки.